# Мус (M*A*S*H)
Мус (енг. The Moose) је пета епизода прве сезоне америчке војномедицинске драмедије M*A*S*H (срп. Меш). Мус се први пут емитовала петнаестог октобра 1972. године на телевизијском каналу Си-Би-Ес. Епизоду је написао Лоренс Маркс, са Ларијем Гелбартом који је био супервизор сценарија. Редитељ епизоде био је Хај Авербак, коме је ово била друга режирана Меш епизода, након епизоде Реквијем за перолаког.
Мус је премијерно приказана петнаестог октобра 1972. године, а затим репризирана 27. маја 1973. године.
Смештена током Корејског рата, радња епизоде Мус прати капетана Бенџамина Френклина "Хокаја" Пирса (Алан Алда), и капетана "Трапера" Џона Франциса Ксавијера Мекинтајра (Вејн Роџерс), водеће хирурге у четири хиљаде седамдесет и седмој мобилној војној болници (енг. Mobile Army Surgical Hospital) који покушавају да откупе девојку која је продата у бело робље и да је врате њеној породици.
Наслов епизоде изведен је од јапанске речи мусуме (娘) што се преводи као кћерка. 
Иако су Лари Линвил (који тумачи улогу мајора Френка Бурнса) и Лорета Свит (која тумачу улогу мајора Маргарет Хулихан) наведени у уводној шпици епизоде, њихови карактери се не појављују у епизоди. Поред епизоде "Хокај" из четврте сезоне у којој се појављује само Алда, Мус садржи појављивање најмањег броја карактера из главне поставе.

## Радња
Водник Бејкер свраћа у четири хиљаде седамдесет и седму мобилну војну болницу, са својом "мус", корејском девојком која се зове Јанг Хи, која му је слушкиња. Бејкер је њу откупио од њене породице за петсто долара. Капетан Хокај Пирс сазнаје за ово и одлази до Бејкера да захтева да он пусти Јанг Хи да се она врати својој породици. Бејкер то одбија, јер сматра да му је она превише вредна. Хокај затим покушава да откупи Јанг Хи од Бејкера, али овај не жели да је прода. Очајан, Хокај позива Бејкера да са њим игра покер, и уз помоћ Радара намешта игру тако да победи сваки пут. Оставши без пара, Бејкер одлучује да уложи Јанг Хи, али губи. Бејкер објашњава Јанг Хи да је Хокај њен нови господар и она тада постаје Хокајева "мус".
Пирс покушава да убеди Јанг Хи да се врати својој породици, али она одбија. Он њу затим шаље камионом назад за Сеул, али она бежи из камиона и враћа се у болницу.
Пирс, Трапер, и Џоунс одлучују да "преваспитају" Јанг Хи и да је науче да буде особа са основним људским правима. Хо-Џон ступа у контакт са њеним млађим братом Бенијем и позива га да дође у болницу. Он долази и убеђује Јанг Хи да остане као роб, због добробити породице. Бени говори Хокају да ако он не жели Јанг, он ће је преузети и само поново продати. Јанг полази са Бенијем, али му у задњем тренутку каже да се "тера".
На крају епизоде Хокај, Трапер, Џоунс добијају писмо од Јанг Хи која им говори да је уписала медицинску школу и да студира да би постала медицинска сестра.

## Улоге

#### Главне улоге
- Алан Алда - капетан Бенџамин Френклин "Хокај" Пирс

- Вејн Роџерс - капетан "Трапер" Џон Мекинтајер
- Меклејн Стивенсон - потпуковник Хенри Блејк
- Гари Бургоф - млађи водник Валтер "Радар" О'Рајли

#### Споредне улоге
- Пол Џенкинс - водник Бејкер
- Вирџинија Ен Ли - Јанг Хи
- Тимоти Браун - капетан Оливер Хармон "Бацач копља" Џоунс
- Патрик Адриарте - Хо-Џон
- Џон Орчард - капетан Џон "Ружни Џон" Блек
- Крег Ли - Бени
- Линда Мејклџон - поручник Лезли Скорч
- Барбара Браунел - поручник Џоунс[6]

## Критике
Мус је критикована од стране модерних критичара због свог приказа азијских карактера и жена. Ешли Мари Стивенс у њеном есеју "Америчко друштво, Стереотипичне улоге, и азијски карактери у серији M*A*S*H" говори: "Мус, на пример, приказује жену која не жели да напусти своју улогу. Она је представљена срећно и чак захвално за своју позицију, док њени чланови породице, у овом случају много млађи брат који је глава куће, њу убеђују да остане у улози "муса" за добробит њене породице. Као жена, није јој дат избор о њеној улози, и "жртвована" је за добробит њене породице, али је истовремено приказана као да је срећна што је "жртвована. На овај начин, ране сезоне Меша конформишу се стереотипу приказивања неедуковане, сиромашне проституке ниже класе која зависи од људи око себе". Енглески којим Јанг комуницира је такође јако лош и исмејан. У једном тренутку она поносно каже "I speak English very goodly" (срп. Ја причам енглески јако добрије) што је више пута искоришћено као поента шале.